# Shahed 136
Shahed 136 (перс. شاهد ۱۳۶‎ [ʃahɛd], примерно читается как «шахе́д» — «свидетель») — дрон-камикадзе иранского производства, впервые представленный в 2020 году. Дальность полёта 2000 км, по другим данным 1000 км.
Широко используется в ходе российского вторжения на Украину под названием «Герань-2». В 2023 году Россия начала применять версию дрона собственного производства.

## Описание
В 2021 году в Иране впервые была показана автомобильная пусковая установка для залпового пуска иранских барражирующих боеприпасов «Шахед-136». Контейнеры с такими дронами легко размещаются не только на грузовиках, но и на железнодорожных вагонах поездов, различных кораблях и других транспортных средствах.
По некоторым данным, эффективная дальность полёта «Шахед-136» составляет от 1000 километров с возможностью доставки боевой части массой 50 килограммов. Заявлена максимальная дальность полёта 2000 км, но, по предположениям американских экспертов, его действительная дальность составляет несколько сотен километров.
Летает такой беспилотник на высоте от 60 до 4000 метров с крейсерской скоростью около 150—170 км/ч. У БПЛА 2-тактный двигатель MADO MD 550 (клон немецкого авиадвигателя Limbach L550E) мощностью 50 л. с. или 37 кВт, поэтому «мопедный» звук ударного дрона слышно за километры.
Иран производит эти БПЛА для массового применения по одной или группе целей.
Shahed 136 имеет треугольное крыло и построен по схеме «бесхвостка».
Беспилотник имеет общую длину около трёх метров и размах крыльев чуть более двух метров, вес около 440 фунтов (200 кг). Вес боевой части 40—50 кг.

## Оценки
Аналитики из Королевского объединённого института оборонных исследований отметили, что Shahed 136 за счёт треугольной формы крыла имеют элементы технологии малозаметности, и применение ЗРК класса С-300 против них может быть неэффективно, что может привести к «крупномасштабным военным потерям» противника при применении против него Shahed 136.
Forbes отмечает, что аналогичные иранские дроны показали свою эффективность по обходу систем ПВО, в ходе успешной атаки БПЛА хуситов на нефтеперерабатывающий завод «Saudi Aramco» в Саудовской Аравии. В результате у Shahed 136 появилось прозвище «убийца Aramco». Хотя это точно не известно, но высокая точность наведения предполагает, что у этих дронов, вероятно, есть автономная система самонаведения (оптическая или тепловая), не связанная с GPS.
По данным военного аналитика Бретта Фридмана, полезная нагрузка Shahed-136 составляет около 40 кг взрывчатки (для сравнения — типичный 155-мм артиллерийский снаряд M795 несёт 11 кг взрывчатки).
Из недостатков боеприпаса отмечается: БПЛА шумный, его при подлёте к цели несложно обнаружить зрительно, он достаточно медленный и может быть поражён всеми видами вооружения, включая стрелковое оружие и скорострельные зенитные орудия. При производстве дрона используется доступная гражданская электроника, наводится он по сигналам GPS/ГЛОНАСС. Однако разборка сбитых дронов показала, что Shahed136 также имеет простую инерциальную систему навигации, поэтому даже при успешной работе РЭБ может продолжать двигаться к цели c приемлемой точностью. По мнению военных экспертов, использование ЗРК против дрона также неэффективно, так как он стоит намного дешевле ракеты ЗРК. Эксперт считает, что против Шахеда могут быть эффективны системы зенитной артиллерии и специально подготовленные стрелки. Хотя, учитывая его приблизительную себестоимость в 20 000 $, даже если удастся сбить 4—7 из 10 запущенных дронов, его применение все равно будет достаточно дешёвым и эффективным.

## На вооружении
Shahed 136:
- Иран — поставляется сухопутным войскам КСИР с начала 2021 года.
- Россия — осенью 2022 года некоторое количество было поставлено из Ирана.

Герань-2:
- Беларусь — с 2024 года собирается по лицензии на заводе в Гомеле.
- Россия — осенью 2022 года был заключён многомиллионный контракт на поставку документации для сборки своего варианта Shahed 136 в России. Согласно западным источникам, речь шла о 6000 единиц.[23] Производством занимается филиал Алабуга-Политех (Республика Татарстан). Начиная с июля 2023 года, более 70% элементов дронов были импортозамещены.

## Боевое применение
По данным Newsweek, «Шахед-136» были задействованы в конце 2020 года в Йемене.
«Шахед-136» стали заметным элементом успешных рейдов, проводимых Ираном и зависимыми от него вооружёнными формированиями на Ближнем Востоке.

### Вторжение России на Украину

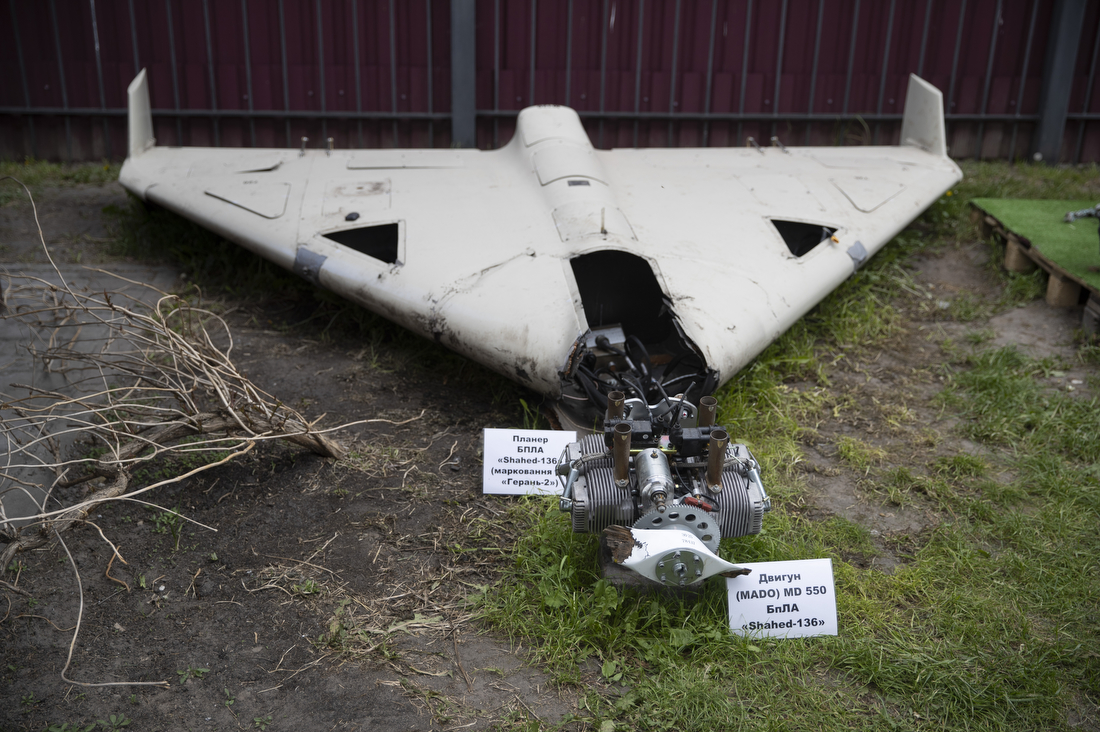
Остатки Shahed 136, запущенного Россией по Украине, в Киевском НИИ судебных экспертиз

Из-за истощённых запасов крылатых ракет и иных средств России пришлось полагаться на иранские беспилотники для нанесения ударов вдали от линии фронта.
В конце августа 2022 года западная разведка и ряд СМИ сообщили, что Россия получила сотни беспилотников из Ирана: «Мохаджер-6», «Шахед-136» и «Шахед-191», ранее российская делегация посетила Иран, где им были представлены иранские БПЛА, в частности Shahed 129, Shahed 191 и другие на авиабазе Кашан, однако иранская сторона отрицает поставку БПЛА.
Изначально БПЛА использовались в сентябре 2022 года и были нацелены на объекты на поле боя в Харьковской области во время успешного украинского контрнаступления. Позднее БПЛА использовались для нанесения ударов по энергетическим объектам, гражданской материально-технической инфраструктуре Украины, а также по жилым районам. Эти удары привели к жертвам и среди мирного населения.
По данным Института изучения войны, применение Россией «Шахед-136» не даёт ей эффекта, сравнимого с тем, что оказали на ход войны поставленные США ракетные установки HIMARS. Отмечается, что российская армия не пытается асимметрично концентрировать удары данных дронов на узловых пунктах фронта или иных законных военных целях, вместо этого было запущено много дронов по гражданским целям в тылу, вероятно, надеясь путём террора добиться непрямого эффекта, но такие действия успеха не приносят.
По данным The Guardian, с начала по середину октября был сбит 161 дрон Shahed-136, уничтожение этих дронов стоило украинской стороне более 28 миллионов долларов, что в два раза превышает затраты на их производство. Согласно анализу британской разведки, на начало октября около 60 % запущенных дронов было уничтожено в воздухе. На середину октября OSINT-данные Molfar показывают, что до 80 % из 208 дронов Shahed-136, запущенных до 17 октября, были сбиты.
По состоянию на начало ноября 2022 года Россия использовала около 400 единиц «Шахед-136». Военные эксперты отмечают, что большинство из них сбиваются украинскими истребителями, ЗРК, ПЗРК и огнём зенитной артиллерии. К началу февраля 2023 года, по данным ВВС Украины, было сбито более 540 беспилотников
Украинские журналисты в своём расследовании установили личности четырёх военнослужащих РФ, управляющих дронами Shahed, которыми Россия наносит удары по Украине.
Производство
В июле 2023 года издание «Протокол» и YouTube-канал «РЗВРТ» выпустили расследование, в котором рассказали о сборке в особой экономической зоне «Алабуга» боевых дронов иранского производства. Авторы утверждают, что речь идёт о беспилотниках Shahed 136. В расследовании говорится, что руководство «Алабуги» планирует развить производство дронов, включая адаптацию и производство комплектующих внутри экономической зоны. Мирные проекты в Алабуге стали закрываться. Студентов колледжа «Алабуга Политех» насильно привлекают к сборке боевых беспилотников.
Осенью 2024 года журналисты рассказали о привлечении к сборке дронов в России молодых женщин из Африки.
26 июля 2023 года украинские военные сообщили, что беспилотники «Шахед», использованные для последних ударов по Украине, были собраны уже в России. Кроме того, они имеют новую боевую часть, оснащённую вольфрамовыми шариками.
В октябре 2024 года украинские дроны поразили складские помещения  в Октябрьском Ейского района Краснодарского края РФ. Согласно заявлению ВСУ, была атакована база. на которой хранились более 400 БПЛА «Шахед».

### Ирано-израильский конфликт
13 апреля 2024 года Иран запустил сотни беспилотников и ракет в сторону Израиля. Большинство ракет и дронов было перехвачено.